# Terry Crews
Terrence Alan "Terry" Crews (Flint, Michigan, 30 de juliol de 1968) és un actor còmic i actor de doblatge estatunidenc, conegut per la seva participació en pel·lícules d'acció i comèdia com: I on estan les rosses?, Norbit, Amos del carrer i Els mercenaris. Des de 2013 forma part del repartiment principal de Brooklyn Nine-Nine interpretant el paper del sergent Terry Jeffords.

## Biografia
Crews va néixer a Flint, Michigan, i va anar a l'Acadèmia de Flint. Va obtenir una Beca d'Excel·lència en Art per assistir a la Interlochen Center for the Arts i la Western Michigan University.
Durant la realització dels seus estudis especialitzant-se en art, Crews va ser un membre clau de l'equip de futbol americà de WMU, els Western Michigan Broncos on va obtenir tots els honors de la conferència com línia defensiu exterior. Crews va ser seleccionat per Los Angeles Rams en la 11ª ronda del draft de la NFL de 1991 com rerelínia. Va forjar una carrera que va durar cinc temporades, incloent campanyes amb els Rams, Los Angeles Chargers, Washington Redskins i Philadelphia Eagles de la NFL i els Rhein Fire de la NFL Europa.
També ha participat en altres projectes, com les seves recents aparicions en Harsh Times, Street Kings i Els mercenaris.
Crews té quatre filles i un fill (així com una fillastra d'una relació anterior de la seva esposa) amb Rebecca King-Crews, una ex-concursant de bellesa i cantant de Gòspel. Crews és cristià.
També ha aparegut en la pel·lícula Bridesmaids (2011) com un entrenador. En C.S.I. en el capítol "Antecedents" com un guardaespatlles i assassí i en la sèrie d'MTV "La Família de Terry Crews"; un documental sobre ell i la seva família. També és la cara visible de les publicitats de desodorants Old Spice.

## Filmografia
| Any  | Pel·lícula                                     | Paper                                                  | Notes         |
| ---- | ---------------------------------------------- | ------------------------------------------------------ | ------------- |
| 2000 | The 6th Day                                    | Vincent Bansworth                                      |               |
| 2001 | Training day: dia d'entrenament (Training Day) | Black P. Stones Nation Gang Member                     |               |
| 2002 | Serving Sara                                   | Vernon                                                 |               |
| 2002 | Friday After Next                              | Damon Pearly                                           |               |
| 2003 | Deliver Us from Eva                            | Cambrer gros                                           |               |
| 2003 | El més buscat de Malibú (Malibu's Most Wanted) | 8 Ball                                                 |               |
| 2003 | BADASS                                         | Big T                                                  |               |
| 2004 | Behind the Smile                               | Big James                                              |               |
| 2004 | Starsky i Hutch (Starsky & Hutch)              | Porter                                                 |               |
| 2004 | Dues rosses amb pebrots (White Chicks)         | Latrell Spencer                                        |               |
| 2004 | Soul Plane                                     | Bouncer                                                |               |
| 2005 | El clan dels trencalossos (The Longest Yard)   | Cheeseburger Eddy "89"                                 |               |
| 2006 | The Alibi                                      | Crazy Eight                                            |               |
| 2006 | Harsh Times: Vides al límit (Harsh Times)      | Darrell                                                |               |
| 2006 | The Benchwarmers                               | Jugador de pòquer #1                                   |               |
| 2006 | Puff, Puff, Pass                               | Cool Crush Ice Killa                                   |               |
| 2006 | Click                                          | Noi que canta                                          | Cameo         |
| 2006 | Idiocracy                                      | President Dwayne Elizondo Mountain Dew Herbert Camacho |               |
| 2006 | Inland Empire                                  | Persones al carrer #3                                  |               |
| 2007 | Norbit                                         | Big Black Jack Latimore                                |               |
| 2007 | How to Rob a Bank                              | Funcionari Degepse                                     |               |
| 2007 | Who's Your Caddy?                              | Tank                                                   |               |
| 2007 | Balls of Fury                                  | Freddy "Fingers" Wilson                                |               |
| 2008 | Street Kings                                   | Detectiu II Terrence Washington                        |               |
| 2008 | Superagent 86 de pel·lícula (Get Smart)        | Agent 91                                               |               |
| 2009 | Terminator Salvation                           | Capità Jericho                                         |               |
| 2009 | El jugador (Gamer)                             | Hackman                                                |               |
| 2010 | Els mercenaris (The Expendables)               | Hale Caesar                                            |               |
| 2010 | Lottery Ticket                                 | Jimmy the Driver                                       |               |
| 2010 | Middle Men                                     | James                                                  |               |
| 2011 | La boda de la meva millor amiga (Bridesmaids)  | Instructor                                             | Cameo         |
| 2012 | The Expendables 2                              | Hale Caesar                                            |               |
| 2013 | Scary Movie 5                                  | Martin                                                 |               |
| 2013 | Cloudy with a Chance of Meatballs 2            | Earl Devereaux                                         | Veu           |
| 2014 | VeggieTales: Celery Night Fever                | Bruce Onion                                            | Directe a DVD |
| 2014 | The Single Moms Club                           | Branson                                                |               |
| 2014 | Camí cap a l'èxit (Reach Me)                   | Wilson                                                 |               |
| 2014 | Draft Day                                      | Earl Jennings                                          |               |
| 2014 | Junts i barrejats (Blended)                    | Nickens                                                |               |
| 2014 | The Expendables 3                              | Hale Caesar                                            |               |
| 2015 | The Ridiculous 6                               | Chico Stockburn                                        |               |
| 2016 | Aztec Warrior                                  | Juan Claudio                                           |               |
| 2017 | Sandy Wexler                                   | "Bedtime" Bobby Barnes                                 |               |
| 2017 | Where's the Money                              | Leon                                                   |               |
| 2018 | Sorry to Bother You                            | Sergio Green                                           |               |
| 2018 | Deadpool 2                                     | Jesse Aaronson / Bedlam                                |               |